# Max Sandro
Max Sandro Barbosa de Oliveira (* 3. August 1972 in Rio de Janeiro) ist ein ehemaliger brasilianischer Fußballspieler und aktiver Fußballtrainer.

## Karriere
Max Sandro begann seine Karriere 1993 bei Americano FC (RJ). 1996 wechselte er zu Paysandu SC. 1997 unterschrieb er einen Vertrag beim Erstligisten União São João EC. 1998 spielte er bei Rio Branco EC und Ceará SC. Von 1999 bis 2001 war er außerdem noch beim Erstligisten Portuguesa (1999), Botafogo FR (2000) und Coritiba FC (2001) unter Vertrag. 2001 erreichte er das Halbfinale des Copa do Brasil. 2002 wechselte er zum japanischen Consadole Sapporo. Im Sommer 2002 kehrte er nach Brasilien zurück und unterschrieb einen Vertrag bei Náutico Capibaribe. Danach spielte er bei Avaí FC, EC Santo André und CA Juventus. Ende 2010 beendete er seine Karriere als Fußballspieler.